# 海賊ギルド
海賊ギルド（かいぞくギルド）は、寺沢武一原作の漫画『コブラ』及び、それを原作としたアニメ作品などに登場する架空の犯罪組織。

## 概要
傘下に様々な組織を抱える巨大犯罪シンジケートで、宇宙海賊に代表される犯罪組織のギルドである。作中では単にギルドと呼ばれることも多い。「海賊」とついてはいるものの、劇中でコブラが「宇宙のマフィア的組織」と表現したように組織としての性格はマフィアに近く、必ずしも海賊行為を行っている者ばかりではない。戦闘部隊には軍隊のような階級が存在するようだが、その他の組織については不明。「ザ・サイコガン」編では、ギルドが起こした犯罪行為を報じるニュースキャスターのセリフで「宇宙規模の犯罪シンジケートの一派」とされている。利益確保のためなら手段を選ばない凶悪さから、一匹狼で正統派の海賊コブラを含めて嫌っている人間は多いが、一方で組織の規模の大きさから、メンバーである事は裏社会においてある種のステータスにもなっている。
数多くの星系に傘下組織が乱立しているため、「シドの女神」編のサラマンダーや「六人の勇士」編でのアーリマンの力を授かったクリスタル・ボーイのように、強力なリーダーシップを持った者が出現するような事態を除けば、組織としての連携はあまりとれていない。ただし、本部を裏切った者は命で償わされることになる。
円状の紋章があり、一部の構成員は紋章が刻まれた指輪や戦闘服等を身に着けているほか、ルールジュ星に本拠地を持つ「スノウ・ゴリラ」やギルド親衛隊「ブラック・シープ」など、独自のマークを使用している部隊や傘下組織もある。
ロド鉱石を精製して作られる、ヘロインの20倍以上の効果を持つという麻薬「ロド麻薬」の密売が大きな収益源となっており、多くの惑星で採掘用マシンなどを導入してロド鉱石の採掘・精製を行っている。また、ロド麻薬の価格は年に一度幹部が集まる集会によって決定される。
社会や国家に寄生して利益を得るという特性から、大規模な戦争その他による大破壊は歓迎していない。ただし、秩序不安に付け込んだり、銀河パトロールなどの脅威を排除する点においては、この限りではない。
最上位機関として「本部」が存在する。重大な物事についてはこの本部より命令が発せられ、これに違反することは重罪である。また、多大な功績を挙げた者に対しては本部において祝典が行われる模様。本部の所在地や規模についての詳細は一切不明であるが、TV版では原作の「死の商人」編に相当するエピソードとなる第27話でコブラが本部から3万個のダイヤを盗み出したことがある。　

## 構成員
注：アーケード版『コブラ・ザ・アーケード』のキャストは基本的にTV版に準じているため、TV版と同一のものは割愛する。

### 第1話から「刺青の女」編まで
バイケン
声：加藤治（TV版）、駒谷昌男（OVA）
過去の記憶を消し、サラリーマン「ジョンソン」として生活していたコブラがトリップ・ムービーの中で見た海賊ギルドの幹部で、第1話に登場。キャプテン・バイケン、海賊バイケンと称され、右肩にメカ鳥がとまっている。コブラを目の敵にしてつけ狙い、その顔写真を他の幹部達にも配ったために彼は宇宙中の海賊から狙われる羽目になり、海賊ギルドとの闘争に疲れ果て3年前（TV版は5年前）に整形手術で顔を変え過去の記憶を消したのだった。
トリップ・ムービーを楽しんだコブラとハイウェイで衝突事故を起こしそうになり、「ジョンソン」こと記憶を失っていたコブラがその顔をみてバイケンに似ていることを口にしたため、その命を狙おうとする。が、コブラが無意識にサイコガンを発砲したため、胸を撃ち抜かれて死亡。
原作では最初にサイコガンで倒された人物であり、このとき発砲したサイコガンとその前に見ていたトリップ・ムービーがきっかけでコブラは過去の記憶を取り戻し、再び海賊稼業に身を投じることになった。
TV版では、コブラにギルドに入ることを勧めた際に左目をサイコガンで撃ち抜かれ、義眼になっている。その後はジャック・フリスという偽名を使用してカジノのオーナーという表の顔を持っていたが、カジノで大勝ちした客は祝いと称して呼び出し、部下に殺させて金を奪い返すという悪辣な経営を行っていた。トリップムービーを楽しんだコブラがそこに立ち寄ったことで彼と再会することとなる。大勝したコブラ（この時はあくまで「自分がコブラのつもりのジョンソン」）を始末させようとするも、部下がサイコガンで返り討ちにされた事で彼がコブラだと悟り、彼の家を襲撃した。
原作ではコブラの家を襲ったのはメカ鳥を通じてバイケンの死を知った海賊ギルドの刺客であり、リーダー格は隻眼の女だったが、TV版ではその役がバイケンになっている。また、隻眼の女と違ってその場では倒されず一度は逃走するものの、自宅を脱出したコブラの前に再び現れて真っ向勝負を挑むという展開となっている。最期はサイコガンで敢え無く返り討ちに遭い、死亡した。
「ザ・サイコガン」編を映像化したOVA1巻にもごろつき役で登場している。また、メディアファクトリーから発売された「ザ・サイコガン」編を収録したコンビニコミック版もこれに準じる形に冒頭シークエンスを変更しており、登場シーンが追加された。
クリスタル・ボーイ
声：睦五郎（映画版）、小林清志（TV版）、玄田哲章（PCエンジン用ゲーム）、戸谷公次（プレイステーション用ゲーム）、東地宏樹（OVA）
コブラ最大の宿敵にして海賊ギルドの幹部。「三姉妹（刺青の女）」編で初登場、TV版では第3話からの登場となる。
超合金による金属質の顔と骨格、特殊偏光ガラス（「ザ・サイコガン」編では本人曰く「ライブ・クリスタル」）の肉体を持つサイボーグで、右腕に伸縮および取り外し可能な鉤爪を装着している。
シュルツ
声：徳丸完（TV版）、曽我部和恭（PCエンジン用ゲーム）
表の顔はシド刑務所の所長だが、裏では海賊ギルドの幹部として密かに美女を拉致しては売り飛ばす人身売買を取り仕切る。ギルドにおける立場はボーイよりも上。しかし、キャプテン・ネルソンの遺産とその手がかりであるロイヤル三姉妹を知るや海賊ギルド本部を無視して遺産の独占を図り、三姉妹の次女キャサリンを捕まえたにもかかわらず本部に報告しなかった。そのことでボーイから追及を受け、一度はジェーンを手中に収めたボーイから協力を持ち掛けられるも断り、逆にボーイからジェーンを奪おうとする。しかしそうしているうちにコブラによってキャサリンを奪還され、その責任を取らされる形で（加えて、ギルドを裏切っていた事実により）彼に粛清された。
死刑執行人
声（白人）：幸田直子（TV版）、石川悦子（PCエンジン用ゲーム）
　 （黒人）：川島千代子（TV版）、野口絵美（PCエンジン用ゲーム）、佐久間紅美（コブラ・ザ・アーケード）
死刑囚あるいは脱走等によって死刑が決定された服役囚への死刑執行人。一見すると白人と黒人の美女コンビだが、2人とも女性型サイボーグであり、パワーとスピードそしてコンビネーションを生かした肉弾戦で相手を殺す。通常の人間ならとても太刀打ち出来る相手ではないが、コブラの超人的肉体には敵わず、黒人側は感電により破壊され、白人側もコブラの拳で倒された。必ず殺すと決めた相手にはキスマークを付ける趣味、通称「死の接吻」があり、白人側が最期の力でコブラの首元に口付けした。これにより、コブラの行動がシュルツにばれてしまった。
PCエンジンの『コブラII 伝説の男』では、白人側はデストロイヤーと黒人側にはボンバーという名前がある。
ターベージ
声：内海賢二（TV版）、曽我部和恭（PCエンジン用ゲーム）
ボーイが雇った魔術師を称する殺し屋。その実態は植物人間であり、体内で作った種子を人体に植え付けることで、自我を奪ってコントロールするという凶悪な能力の持ち主。種子を植え付けられた人間の体内には神経系統にまで根が張り巡らされ、外科手術での摘出も出来ず最終的に死亡する。ターベージが死ねば種子も死滅する。作中では街中の人間に種子を植え付け、何人もの踊り子をコブラへの刺客に利用した。ただし、自分の能力を過信しており、ボーイから騒ぎを大きくし過ぎることを理由に文句を言われても平然としている。コブラ曰く「野菜サラダ」。原作では腕力など自身の戦闘能力は低いが、3機1組の三位相エネルギー反射衛星で常に身を守っており、サイコガンすら通用しない。ジェーンに種子を植え付け、彼女の実の妹であるキャサリンを殺害させた。
植物人間のため、高温の環境に弱く場所によっては耐熱服が欠かせない。また、光合成ができないとエネルギー不足になってしまうという弱点があり、その場合はリフレッシュセンター内で太陽光線と培養液を全身で浴びて光合成を行う。特に高温環境下では前述の耐熱服のせいで光合成が満足に行えず、余計にリフレッシュセンター頼りになってしまう。その性質を突かれ、リフレッシュセンターからの帰りのエレベーターに乗っている最中、潜んでいたコブラに至近距離からサイコガンを受け、縦に切り裂かれる形で倒された。しかし時既に遅くジェーンは絶命し、結果としてキャサリンとジェーンの二人の命を奪った（TV版ではジェーンはキャサリンの自己犠牲で生き永らえている）。
TV版では、先端が麻酔針のようになっているタンポポの綿毛のようなものを体から放出したり、手が植物のつるのように延びて相手を絡めとることができるなど植物人間という特性を活かした攻撃方法に加え、肉弾戦でもレディを翻弄するほどの高い格闘能力を持っていることが描写された。また、リフレッシュセンターでは背泳ぎをするなど、原作以上に悠々と過ごしている描写がある。
名前の由来はベジタブル（野菜）から。
毒蜘蛛のジョー
声：若本紀昭（TV版）
左目に刀傷のあるギルドの殺し屋。ルールジュ星で現金輸送を兼ねた雪上バスに乗り込み、そのルートを「スノウ・ゴリラ」に教えて接触を図っていた。しかし彼の顔を覚えていたコブラに腕を折られ、成り代わられてしまう。彼は「スノウ・ゴリラ」に潜入していたドミニクの情報を、サンドラに届けるべくギルドの使者ミスター・Jとして派遣され、嵌めていた腕時計型通信機には、ギルド本部からの指令が記録されたマイクロフィルムが入っていた。
サンドラ
声：田島令子（TV・映画版）
ルールジュ星（TV版、映画版ではルルージュ星）に本拠地を構える海賊ギルドの傘下組織「スノウ・ゴリラ」を率いる隻眼の女首領。冷酷かつ狡猾な性格で、武器は手首に嵌めた電撃銃・サンダーガン。ドベルという機械犬を飼っている。キャプテン・ネルソンの遺産である「最終兵器」を求めてルールジュ星から惑星ザドスまでコブラ達を追ってきた挙句、ピラミッドの中でコブラと「最終兵器」の争奪戦を繰り広げる。最奥部には財宝しか無かったという事でコブラから山分けで互いに矛を収めるように提案されるも、「最終兵器」がその場にある事に気付き、それを知らないコブラを出し抜いて「最終兵器」を手に入れる。全宇宙の帝王と名乗り、ギルドを裏切って「最終兵器」の独占し、自分の部下達まで殺した。TV版ではそれに加えてギルドからの使者も皆殺しにしている。その後、戦車へと変化した「最終兵器」を用いてコブラを追い詰めるも、中の人間を守る力がまだ不十分という弱点に気付いたコブラにより、飛び立ったタートル号の能力を「最終兵器」がコピーするのに要する10秒の間にタートル号によって「最終兵器」ごとピラミッドに叩き付けられ、その衝撃に耐えられず死亡した。
劇場版では「スノウ・ゴリラ」は海賊ギルドに抵抗する私設軍隊になっている。その目的はギルドの支配下にあるルルージュ星の独立であるが、殺人や略奪にも手を染めていた。ドミニクに会いに訪れたコブラを「たった一人でギルドと戦った男」と敬意をもって迎えた。ギルドの襲撃の際、多くの部下を失いつつもコブラと協力して脱出を目指したものの、最後はボーイに戦いを挑んで返り討ちに遭い、死亡。生き残った部下も全滅させられた。
TV版では第9話が初登場。「最終兵器」の力で巨人と化して大暴れし、さらに巨大な「最終兵器」に搭乗するという演出が追加された。フォーメーションCに変形したタートル号を追って地中の追跡劇を繰り広げた末、地底の海に到達。そこにあった上下反転したピラミッドに原作同様の流れで「最終兵器」ごと叩きつけられ、地底の海へと沈んだ。
サンドジャック
声：沢りつお（TV版）
TV版オリジナルキャラクター。第12話で登場。ギルド特殊部隊の代表として登場し、最終兵器を手に入れ巨大化したサンドラの前に現れる。ギルド本部の命を受け、部下たちを殺したサンドラの罪を不問にすると彼女に伝えて最終兵器を引き取りに来たが、最終兵器の進化のモデルにされた末に抵抗虚しくサンドラに倒された。

### 「黄金の男」編から「海底の墓標」編まで
ハンマーボルト・ジョー
声：細井重之（TV版）、仁内達之（PCエンジン用ゲーム）、戸谷公次（プレイステーション用ゲーム）
「黄金の男」編で初登場。宇宙カジノ「ラスベガス・ステーション」の支配人という表の顔を持つ、海賊ギルドの幹部。カメラ付のマスクと戦闘服を着用し、いずれもカラーは黒で統一している。カメラアイとロケットを仕込んだ鋼鉄製の両手を持ち、射出後はカメラからの映像を元にロケットパンチを使う。その一撃は「ハンマーボルト」の名前通りの威力で、レディを押さえ込むほどのパワーを有する。金塊を巡るコブラとの戦いではコブラをKO寸前まで追い込むが、重力発生装置を切られて無重量状態に陥り、両手のコントロールが乱れた隙を突かれて敗北。宇宙空間に吸い出されるも死んではおらず、その後「ザ・サイコガン」編にてコブラにリベンジをかける。
「ザ・サイコガン」編では冒頭で情報屋を訪れたコブラを襲撃。ロケットパンチでコブラを地下駐機場まで追い込むも、ジョー本人がエレベーターで追跡してくることを察知したコブラに隣のエレベーターへ逃げ込まれ、エレベーター同士が擦れ違う瞬間にサイコガンを連射されて敗れた。
TV版では13話で登場。両手で三角形を作り、三角形の形をしたエネルギー弾を放つという攻撃方法に加え、鋼鉄製の両手を取り外した両腕からも三角形の形をしたエネルギー弾を発射できる。
冒頭シークエンスが変更されたため、OVA版の「ザ・サイコガン」編には登場しない。また、これに併せて刊行されたメディアファクトリー版のコンビニコミックでも、登場シーンがカットされている。
「刺青の女」編をベースにしたPCエンジン版では、中盤のボスキャラクターとして登場。ジェーンを殺害し、コブラを叩きのめして一時は敗走に追い込む。その後レディを人質に取って、怒りに燃えるコブラと決着をつけようとする。原作でもロケットパンチを駆使した格闘術に限ってはコブラを圧倒していたが、本作ではそれに輪をかけて強く、通常のサイコガンが一切通じないほどである。
「黄金の男」は少年ジャンプ増刊号に読み切りで発表されたエピソードのリメイクであるが、増刊号ではジョーの役割をクリスタルボーイが行っていた。
ジゴバ
声：加藤精三（TV版）
「サイコガンの秘密」編で登場、TV版では2話での登場となる。銀河系中の女性を他の銀河系に売りつけている奴隷商人で、全身が鱗に覆われている。誘拐した女性・ビビを脅迫してコブラのサイコガンを盗撮させた。ビビ曰く「狡知に長けた悪魔そのもの」。エーゲ海の小島に宇宙船を停泊させ、盗撮で得た写真からサイコガンを解析してそのコピーを製作、部下にそれを持たせてコブラを迎え討った。自分の体の原子構造を変えることで物質の間を自由に移動可能。これによりコブラを翻弄し、レディの体に乗り移って彼を殺そうとしたがレディの機転と彼女のアドバイスを思い出したコブラによって倒された。
「サイコ・ガンの秘密」は時系列で言えばコブラが記憶を取り戻した後の話（TV版では直後）だが、少年ジャンプ増刊号に最初に読み切りで発表されたエピソードをリメイクしたものである。発表順だけで言えばコブラが最初にあった強敵である。エピソードが第2話に当てられているTV版では、整形後のコブラの顔を知る者が皆無だった頃に的確にコブラを襲撃した敵となっている。
ランド
声：徳丸完（TV版）
ラル星のランド競技場をホームグラウンドとするラグ・ボールチーム「レッド・サクソンズ」のオーナー。その裏では海賊ギルドの一員としてロド麻薬の密売ルートに関わっている。チームの運営・経営にも通じており、新人選手「ジョー・ギリアン」として潜入したコブラの才能を見抜き、お披露目試合を経た上で一軍に据えて財源の一つにしようと画策する。コブラの実力を試す意味も込めて一軍と二軍の紅白試合を行わせるも、コブラ率いる二軍Zチームが予想外の奮闘で一軍チームに優位に立ってしまい、負けるように忠告する。しかしコブラはそれを無視して一軍チームを追い詰めたため、試合に乗じて彼を潰す事を目論む。その後、コブラの真の目的が麻薬ルートの調査だと知ると狙撃部隊を配備してまでコブラを始末しようとするが、最終的にコブラがホームランボールにマイクロフィルムを仕込んだ事により麻薬ルートが暴かれ、コブラを射殺しようとする悪足掻きもブラッドに止められる。その後は銀河パトロールに逮捕され、死刑を待つ身となるが、指輪の宝石の形で隠し持っていた怪物マーメイドの卵を孵化させ自身は看守の銃を奪って自殺、パトロール基地に未曾有のバイオハザードを巻き起こす。ドミニクのセリフによれば、ランド競技場が摘発されたことでギルドのすべての麻薬組織を摘発できたという。
TV版および「ラグ・ボール」編をデジタルカラー化したMFコミックス版ではマーメイドのシークエンスはカットされており、ブラッドにコブラ殺害を止められるシーンが最後の出番となる。
ブライアン・リード
声：石田太郎（TV版）
「死の商人」編で登場。表向きはレオード社という自動車会社の社長だが、実は武器製造を行っており、いわゆる「死の商人」。そしてその正体は「刺青の女」編で倒されたクリスタル・ボーイである。コブラと落ち合う約束をしていたレディを、新商品として発売予定のサイボーグ兵士「コマンド・ゲリラ」を利用して捕らえて鋼鉄の外装と防弾ガラス張りの本社ビルに拘束し、その最上階にある社長室で彼女の救出に向かったコブラを待ちうけていた。このとき人工皮膚で生身の人間を装っていたが、右手の鉤爪はそのままだった。
TV版では25話で登場。ボーイとは別人物の扱いであり、生身の人間である。また、鉤爪もつけていない。このエピソードにおいて原作のボーイはコブラにダイヤを奪い返されただけだが、TV版のブライアンは去り際のコブラにとどめを刺された。
マッサージ師
声：上山則子 （TV版）
「死の商人」編で登場。コブラがレディとの待ち合わせ場所にしていたサウナに勤める女性。コブラにマッサージを施そうとした際にブライアンのメッセージビデオと遭遇した。と思われたが実はブライアンの手先であり、その投影装置は彼女が置いたものだった。正体に気付かれるとコブラをサウナに閉じ込めて300度の熱に晒そうとしたが扉を突き破られて首を絞められ、敵がブライアン・リードであると白状して逃走（TV版ではコブラをサウナに閉じ込めず、装置を爆発させてその隙に逃げた）。しかし逃げ帰った先では口を割った失態からブライアンに液体窒素に入れられて凍り付き、そのまま粉々に砕かれた。
アイアンヘッド
声：尾崎圭子（TV版）、高島雅羅（コブラ・ザ・アーケード）
「海底の墓標」編で登場、TV版では23話の登場となる。海賊ギルド幹部の女性型サイボーグにして、コブラとドミニクのバカンス先の海に海底基地を築いた一味のボス。海底に基地を造り、付近を通る船を沈めては金塊を奪うという略奪行為を繰り返している。付近の島の住人も力で支配しては、食料を補充するための奴隷として働かせている。長い髪の毛と2本の長い角が付いた鋼鉄製の頭部を持ち、髪の毛を相手の首に絡ませて締め上げることもできる。この頭部は単独飛行が可能で必要に応じてサイボーグの体を交換でき、その中の一体は鋭い剣とサイコガンをも弾く盾を装備している。20億ドルの金塊を積んだ豪華客船クイーン・ギャラディ号を沈めて5千人もの乗員・乗客を殺した上に、居合わせたコブラ達にも攻撃をかけてドミニクを海底要塞へと連れ去った。エリスやシーメンらを使ってコブラを始末しようとしたものの失敗し、そのまま海底基地に攻め込まれた挙句に、部下を全滅させられて基地を破壊される。基地の建造に5年の歳月を掛けたらしく、破壊の際にはコブラに怨嗟の声をぶつけた（原作では「ぐっとくるぜ」と返されたが、TV版ではその間恐怖に震えていた島の住民を引き合いに出して「身勝手な女の台詞」と言い捨てられた）。基地を脱出しようとしたコブラ達を執拗に追いかけたものの、最期は地中に潜んでいたコブラに真下からの銃撃を受け、頭部を貫かれて死亡した。
TV版では名前の通り頭部は鉄のような色をしているが、アーケード版では交換後のボディーと同じく金色である。原作ではアイアンヘッドの一味に男もいたが、TV版では女のみの海賊団となっている。
シーメン
声:神保恭子、滝沢久美子、高田由美、大原美佳子（TV版）
アイアンヘッド配下の女戦士たちで、キングコブラの猛毒を塗った矢を撃ち出す武器を使用している。コブラ曰く「人魚」。潜水に適した格好をしていて、髪の毛で水中の酸素を捉えて呼吸することができる。そのため酸素マスクやボンベを必要としないが、髪の毛を焼かれると呼吸不能に陥ってしまう。
エリス
声：島津冴子（TV版）
シーメンの毒矢を受け、気絶したコブラを介抱した女性。コブラにギルド配下のアイアンヘッド一味のことを教えたが、彼女もまたその一員であり、コブラが銀河パトロール隊員であるドミニクと共にやってきたのは自分達の調査の為なのか否かを確かめるのが目的だった（TV版では仲間に引き込もうとしていた）。一見生身の人間に見えるが、実はサイボーグでコブラは彼女の髪の毛を触り、クチクラの有無でそれを見抜いた。正体がばれると灯台ごとコブラを爆殺しようとするも、タートル号にコブラを救出されて失敗。最期はコブラの乗り込んだ潜水艇からのミサイルを受け、海へと沈んだ。

### 「シドの女神」編から「黄金の扉」編まで
サラマンダー
声：柴田秀勝（TV版）
「シドの女神」編、TV版27話より登場。ギルド宇宙軍総司令にして元帥の肩書きを持つ最高幹部で、銀河系支配を目論む。TV版ではこのエピソードが最後となり、最後に倒した敵となる。外見は『スター・ウォーズ』に登場するダース・ベイダーを純和風にしたようなデザインで黒い甲冑とマントに身を包んでおり、日本の鎧武者を思わせる。プロレス好きで、WRA世界チャンピオンの白人レスラー、エル・スカイマン（声：蟹江栄司）を子飼いにしていた。自分の本拠地から出ることはまず無く、部下を信用せず用済みになれば容赦なく排除する。バリアを展開する4人のボディーガードに常に身を守らせている。
実は普段から行動しているのは影武者であり、本体は本拠地であるエルラド教国総本山に隠されている。その正体は、強力なサイコ（精神）エネルギーを持った20世紀の独裁者アドルフ・ヒトラーの亡霊で、肉体がミイラ化してもその精神は滅んでいなかった。「3000年の時を越えて甦った」とのことなので、『コブラ』作中での時代設定は現在の記年法で単純計算すれば50世紀、西暦4900年代ということになる。なお、彼の部下たちは、直立して右腕を掲げるナチス式敬礼を行い「ハイル・サラマンダー!」と呼号して彼を称えている。
一度はコブラにプロレス試合に乗じて射殺されるがそれは影武者で、本体は攻撃衛星に改造した「シドの女神」による銀河系征服の野望を進めており、ドグがその巻き添えとなって死亡する。TV版では精神体を差し向けて更にパンプキンとバッドも殺害した。最後は精神体でコブラを追い詰め、打ち上げたシドの女神に「われに従え」という最終命令をインプットしようとしたものの、コブラの指示を受けたミラールに先に「コギト・エル・ゴスム」と打ち込まれ、全ての女神像を同士討ちと自爆で自滅させてしまう（TV版ではコブラ自らが打ち込んだ）。その後、コブラに本体を撃ち抜かれて完全な死を迎えた。
ドーベル
声：安原義人（TV版）
銀河パトロールの人間ながら、裏では海賊ギルドと通じている悪徳警官で勤務中でも酒をあおっている。ドミニクとコブラの電話を盗聴し、ドミニク暗殺に一役買った。全身を超合金でサイボーグ化しており革ジャンを着用、右腕に連射ブラスターを装着している。ジャック・バイスタからの情報を受けてやってきたコブラの罠にかかり、早撃ち勝負でコブラのサイコガンに右腕の連射ブラスターを破壊されるが、もはや丸腰と油断してサイコガンを収めたコブラにサイボーグ化した体を武器に襲いかかる。そして、サラマンダーの強大さと彼の基地がバレンタイ星域のどこかにあること、自らがドミニクを殺して皮を剥いだとを言い放った直後、これに激怒したコブラの鉄拳で腹を打ち抜かれ、サイボーグ化した体を破壊され倒れる。
TV版では27話で登場。同じくドミニクを襲撃したことになっているが、こちらでは実はドミニクは拉致されただけで生存していた事が後に判明し、やり取りもやや異なる。
体を破壊されたことで死んだとコブラは思っていたが、「ブルーローズ」編にて白スーツ姿で再登場（ギルドの一員としての描写はない）。かつての人間と同様だった外見から、サイボーグ化がより進んだ異形の姿で復活する。その体は「肉体」的にはレディをも越える強さと硬さを誇る上に、電磁力装置が組み込まれており、バリアを展開したりビームを放つことさえ可能。この時点では香港警察の警部に出世しており、部下を引き連れて復讐を図る。コブラはその執拗さを「奴にとっては俺がブルーローズだったのかもしれない」と評した。最期の時にはシークレットと対面し、ドミニクと瓜二つの彼女の姿を見て「確かに殺したはず」という旨の言葉を残している。
名前の由来は、当時少年ジャンプに併載されていた漫画『ドーベルマン刑事』から。
デイブ刑務所の医師
声：宮内幸平（TV版）
コブラのかつての仲間・パンプキンが収容されていたデイブ刑務所の医師。この刑務所医のほか、デイブ刑務所のスタッフにはサラマンダーの部下が多数存在する。
パンプキンを見つけ出すためコブラと一緒に刑務所に潜入したドグ・サバラスを捕らえ、自分たちの仲間となってコブラを殺す取引を持ちかける。だがドグの変身能力により成り替わられ、パンプキンを見つけたドグとコブラの脱獄を許してしまった。
ヘルガ大佐
声：銀河万丈（TV版）
ネプチューラ星で暮らしていたコブラのかつての仲間・バッドを捕らえ尋問などを行っていたキングダム戦車隊の隊長。
部下たちを基地に引き上げさせた後、雪クジラ漁をしていたバッド達の前に単機で現れ、彼の仲間と恋人のエルザを虐殺してバッドも葬ろうとしたが、それを助けに来たコブラによるサイコガンのビームをキングダムの車体に連続で受ける。それでも車体は貫かれなかったが、車内が過熱してヘルガは蒸し焼きになり、キングダムが彼の棺桶となった。
TV版では29話で登場。
エル・ロデス
声：村松康雄（TV版）
かつては「鬼のロデス」の異名を持つ税関職員で、コブラが密輸を行う上で大きな障害だった。現在は建築家という表の顔とロド麻薬密売を手がける海賊ギルド幹部としての裏の顔で惑星メヒコを牛耳っている。サラマンダーに対する作戦を切り替えたコブラ達により襲撃され、ドグはロデスに成りすまし、コブラとバットはロデスのボディーガード、パンプキンは逃走車の運転手としてロド麻薬の価格を決定する会合に潜入する。
TV版では30話で登場。
サボイラー
声：荒川美奈子（TV版）、石川悦子（PCエンジン用ゲーム）
サラマンダーの命令で、エルラド教国の首長ミラールを拉致すべく送り込まれた美女。不細工なクマのぬいぐるみに偽装したナイフ使いの小男の相棒と、列車のボーイに化けた部下たちを率いる。偶然からコブラとドグ・サバラスに遭遇し、殺害を試みる。全身から超高熱を発する事が出来、サイコガンですらその熱のフィールドを突き破ることはできない。熱エネルギーのビームを放つことも可能。相棒がコブラに脅されて情報を話すと、その相棒を焼き殺し、自らコブラとミラールに襲い掛かる。しかし最期は列車のエンジンルームの水タンクからの放水を浴び、体が冷えて硬化した所にサイコガンを打ち込まれて死亡した。
TV版では後述の2人と共に最終回の31話で登場、女の姿をしたサラマンダーのエネルギー体のように描かれた。また、小男の相棒は出てこない。
ラシッド大司教
声：平林尚三（TV版）
エルラド教会幹部。首長であるミラールに忠実に振舞っていたが、実はサラマンダーの部下。シドの女神建造と打ち上げを監督している。シドの女神打ち上げ成功時の言動から、サラマンダーの正体を知っている模様。 シドの女神打ち上げ後、用済みとしてサラマンダーにより他の部下共々施設ごと始末される。
TV版ではミラールが急死したため、拉致したドミニクにミラールの記憶を植え付けて代役に仕立てていた。
ソフィア司祭
声：吉田理保子（TV版）
エルラド教会幹部。コブラから「ハリウッドのスター」と呼ばれるほどの美女だが、サラマンダーの部下であった。シドの女神に感づいたコブラとミラールの乗る車を大型トラックで狙う。最後はラシッド同様、サラマンダーに始末された。TV版ではカーチェイスのシーンは無い。
ブラックボーン
声：山口真弓（2010年TV版）
「黄金の扉」編に登場。マスクで顔を隠した海賊ギルドの女幹部。ガロン星と太陽の衝突によって起こる太陽系崩壊のもたらす混乱に付け込もうと企む。そのため、衝突阻止に動くシークレットを妨害する。プテラノドン型の大型戦闘機を愛用している。
劇中では明かされていないが、マスクの下の素顔を含め、その容姿はシークレットと同じくロイヤル3姉妹(特にジェーン、ドミニク)と同じであると作者が明かしている。
ゾロス
声：かぬか光明（2010年TV版）/長嶝高士（コブラ・ザ・アーケード）
ブラックボーン配下の、山羊の頭を持つサイボーグ。あらゆる衝撃に耐え、サイコガンさえも無効化する包帯で屈強な体を覆っているために防御力は高い。また、両目は赤外線スコープとなっており、暗闇の中でも目標を捕捉できる。しかし、ガロン星の人面魚に包帯を食い破られたのが仇となり、コブラのトリックに引っ掛けられて倒される。コブラ曰く「ひつじちゃん」。

### 「6人の勇士」編
バルドウ将軍
冥王星に本拠地を持つ海賊ギルド第七機甲師団の司令官で、四つ目種族、ソラリス人である。ボーイを出迎えた際には第7機甲師団であることを示す牙の付いた頭蓋骨の台座に座り、女を侍らせながら酒を飲んでいた。ボーイが第七機甲師団の司令部・ヘルブルグ要塞を全面戦争のための太陽系前線基地とすると宣言したことに反発するも、その額にあるブラック・ストーンの力で侍らせていた女と共にダイヤにされ、踏み潰されて死亡。その直後、踏み潰されず無事だった女が元通りの姿で復元したすぐ横に、バラバラ死体として復元された。その様子を見たボーイ曰く「ツキのない男」。
ロゴール大佐
第7機甲師団幹部。役職はキングダム第1戦車連隊連隊長で、同じく幹部衆のアーシュラ、フォスより一階級上である。上官のバルドウ将軍同様にボーイに逆らってダイヤにされ、ボーイに賛同したアーシュラに踏み潰されて死亡。
アーシュラ中佐
海賊ギルド戦闘部隊、第7機甲師団の幹部。役職はトマホーク装甲車大隊大隊長。根っからの戦闘狂であり、自分の肉体が戦闘に耐えられない弱さを悲しむほど。過去に最初の実戦で左腕を失いサイボーグ化した時には、恐怖や後悔はなかった。サイボーグの体になる事を喜ぶ彼女をボーイは「オレに似ている」と評した。
第7師団幹部衆で真っ先にボーイの傘下に入り、彼から重用される。ベンガル星でコブラと戦った際にホークの竜巻によって重傷を負い、下半身がサイボーグに改造されるものの命を落としたが、ボーイの力によって復活する。ダスト星にてコブラとの戦闘で重傷を受けて、最終的にはレディとよく似た姿になった。宇宙戦艦「ブラックシープ」にて彼女のふりをしてコブラを殺そうとするが3サイズの違いからそれを見抜かれ、レディ本人と戦って敗れた。
フォス中佐
第7機甲師団幹部。役職はキングダム第2戦車連隊連隊長。卑屈な小心者で、上官のバルドウ将軍とロゴール大佐がボーイに逆らいあっさり殺されたのを見て、命惜しさに忠誠を誓った。海賊ギルドが（サラマンダーの件を除いて）決して連携の取れていない現状で宇宙大戦を仕掛けることに不安を感じていた。その後、火炎林2度目の戦いにおいて部隊を率い、コブラ達を待ち構える。火炎林での戦いで、ホークが神殿の周りに起こした竜巻に巻き込まれ死亡する。
ドミンゴ伯爵
ダスト星を支配する海賊ギルド幹部。村人達を連行して、自らの支配の要となる空中要塞の建造にこき使っていた。ボーイの使者兼コブラ抹殺の補佐にやって来たアーシュラ中佐と共闘する。しかし、ホークとゴクウを捕えた際、彼らを助けに来るコブラをバカな男と評した結果、「人質をたてに真っ向から戦えぬ腰ヌケよりはマシだろう」とホークに言い返されて憤慨、アーシュラの助成を拒否して向かったコブラとの一騎討ちで死亡する。帽子とマスクを身に付けた気障な剣術の達人。
シオン
海賊ギルドの幹部にしてロド麻薬製造に携わっている鶏の顔をした人物。コブラが4人目の勇士を探している最中にボーイの野望を探るためコブラに尋問を受ける。ボーイの野望を話したがロド麻薬採掘のロボット達を襲わせたため、ホークに斬り殺される。
ドクター・ヤマ
海賊ギルドの兵器開発者を務めるマッドサイエンティスト。自身の傑作であるゾラを開発したが、自我を持ったゾラに裏切られて首から下を小型のロボットにされて、ゾラに恨みを持つ。基地内で遭遇したコブラに、ゾラの弱点を教えて協力し、ゾラを追い詰めたがコブラを誘うため連れ去られて殺される。
魔女ゾラ
ドブスン率いる「氷の牙」が不在の間に、彼らの縄張りの海域に出没して航行する船を次々と沈めた魔女。その正体は、ドクター・ヤマが開発したエクトプラズムで出来た生体エネルギー兵器で、「氷の牙」を洗脳してブラックシープの戦力として使用する。ゾラは人から精気を奪って悪魔の形をしたエクトプラズムで出来た生物「光る悪魔」を作り、人間に取り付かせ洗脳する。
殻が無ければ生体維持が出来ないことが弱点。殻を壊されたことで体が小さくなり生体維持のためにコブラの身体に取り付くも、コブラの捨て身の作戦により身体から逃げ出したところをサイコガンに撃たれて死亡する。
ガバラ少佐
宇宙戦艦「ブラックシープ」内を守る、保安隊の女将校。コブラ達が突入してきた際にボーイの命で迎え撃つも配下の部隊はことごとく壊滅し、遭遇したコブラに自ら挑むも殺される。劇中で確認できる保安隊はキャメル隊、ホエール隊、イーグル隊の3隊。
レーダーマン
ブラックシープ内の管理センター内で各セクションを監視している男。両目とケーブル接続された多数のカメラから得られる情報を基に、各セクションの保安隊に指示や情報を送るが、背後に忍び寄っていたホークに首を切り落とされて死亡。

### 「聖なる騎士伝説」編
青龍鬼（せいりゅうき）
エスカープ王国を襲う3人の鬼の1人。鬼達の中で最も部下を信用せず、失態を犯したり逆らった者は容赦なく呪術で抹殺する。
白虎鬼（びゃっこき）
エスカープ王国を襲う3人の鬼の1人。鬼達の中で最も強欲で、美を追求する。さらってきた太陽系人の美女に遺伝子操作をして人魚等の姿に変えている。
ゴモル
白虎鬼の作り出した「息子」にして「美の結晶」である存在。さらってきた美女を餌にして捕食し、その体は最終的にはゴモルの顔を構成する一部と化す。また体の方は大型のロボットである。
玄武鬼（げんぶき）
エスカープ王国を襲う3人の鬼の1人。鬼達の中で最も冷酷非道で、自らに歯向かう者は手段を選ばず容赦なく殺す。また、世界中の武器をコレクションしている。
スカルヘッド
玄武鬼配下の女サイボーグ。その名の通り、骸骨のごとき兜を頭につけている。サイコエネルギーを弾く特殊なエネルギーによる光の輪を手足に纏って、自らを二輪車形態にしての高速移動が可能。
「聖なる騎士伝説」編冒頭において部下を率いて黄金像「黄金の天使」を狙い旅客機を襲うも、そこでコブラに部下を倒され、自らは戦闘を終えたコブラと遭遇し、コブラを旅客機から遥か下の雪原へと落とした。
ムラゴ司教
エスカープ王国の教会幹部で、王位継承権を有する王族の戴冠式を監督する立場にある人物。しかし、彼の正体は海賊ギルド幹部であり、部下のシスター達も海賊ギルドのエージェントだった。そしてエスカープ王国を襲う3人の鬼達の黒幕であった。

### 「ザ・サイコガン」編
クリフ・ボールド伯爵（ジプシードック）
声：塩沢兼人（プレイステーション用ゲーム）、玄田哲章（コブラ・ザ・アーケード）、咲野俊介（OVA）
「ザ・サイコガン」編で登場。火星の一地域を統治する領主貴族。足の生えた「動く城」で暮らしており、領地を見回っている。武力と権力をもって領民に圧政を強いている上に、海賊ギルドの幹部として麻薬の製造・売買にも関わっている。表向き、海賊ギルドの幹部にして野盗集団のボスであるジプシードックと敵対しているが、実はジプシードックとボールド伯爵は同一人物であり昼は貴族として、夜は野盗として民を搾取している。また、ユートピアの父の仇でもある。
なお、プレイステーションコミック版ではジプシードックからゴールデンドッグという名前に変更されている。
サイバーウルフ
声：東條加那子、永吉ユカ（OVA）
名前はアニメのクレジット表記及びアーケード版より。ジプシードックが操る2体の女性型サイボーグで、鬣（たてがみ）のような赤い髪を持つ。外見は美女だが中身は野獣そのもので、獣のごとく四つん這いで走り、吠え掛かってくる。武装は両肩のキャノン砲。
レッドボーン
声：浦山迅（OVA）
ギルド太陽系方面司令官の肩書きを持つソラリス人。大艦隊を直卒しており、ボールドに対して、古代火星人の残した「宇宙創造の秘密」を入手するよう、頭ごなしに命じる。

### 「マジックドール」編
メガ・カーン
ギルドの精鋭である突撃兵こと「ブラックダーツ」隊長。あらゆる機械を生物に変えてしまうマハドーマ星の魔力にてこずっていたギルドの司令官の命を受け、マハドーマ星に派遣された。魔力の源である「マーラの源」を、そして源を探すコブラを狙う。
勘が鋭くドラキュラの城にレジスタンスが居ることを察知する。
魔法陣を出現させ、架空の生物を召喚することが可能。この魔法陣は小さくすることで盾や凶器にすることも出来る。また、魔法陣の中では魔力は無効化される。
「魔法の源泉」を止めたが、コブラに殺される。
彼とその部下は機械のついた三度笠にマントという、時代劇に出てくる渡世人のような格好をしている。サイボーグで、脚部は鋏のような形をした口となっている。その脚部の口にはサメのような牙が無数についており、これで相手の首を噛みちぎることも可能で、空を飛ぶためのブースターともなる。
魔力の影響を受けた際に竜人になった。
カーンが召喚した生物
ミノタウロス
カーンが召喚した生物。コブラを鎖で捕らえたが、コブラに右手を折られて、ラナと拷問道具達に押さえられる。
メドゥーサ
カーンが召喚した生物。パルチザンのメンバーを石化させた。意思を持ったザナドゥに首を切られてザナドゥとコブラがドラキュラ城を脱出するためメドゥーサの顔を使用される。
射手座
カーンが召喚した生物。毒矢でコブラの動きを止めた。
アラバスター
メガ・カーンの腹心。彼女もカーンと同じような格好をしている。右の頬にあるサソリのタトゥーがワンポイントとなっているほか、体全体にタトゥーをしている。
その正体はドラキュラIII世の恋人。カーンによって洗脳されてドラキュラIII世を利用するための駒として使われていた。
「ブラックダーツ」とパルチザンの戦いの折り、光線兵器の通用しないドラキュラIII世を実体化させるため、カーンの命で高所から飛び降りる。墜落死する前に実体化したドラキュラIII世によって受け止められるも、傭兵達のビーム兵器にドラキュラIII世ごと撃たれて死亡する。
ブラッディハウンド
「ブラックダーツ」のサイボーグで、全員が三度笠とマントを身に着けている。マントを纏うことで四足歩行型ロボットに変形し、時速100キロで走る。肩にあるミサイルを武器としている。コブラとの戦いで全滅した。
マシャド
マハドーマ星の奴隷島で奴隷売買を行っている商人。「マーラ」の巻物を保管していたがコブラに盗まれたことでカーンに粛清される。
バルガス
ギルド艦隊の艦長。
過去にバルガスはロック、ビル、テッドという3人の仲間を売り、ロックは警察との銃撃で死亡、ビルとテッドは刑務所に送られ、更にバルガスが刑務所内に送り込んだ殺し屋によって殺害された。この裏切り行為はただの噂とされていたが、コブラはバルガスの仕業と確信しており、仲間を売った行動を許さなかったコブラによりバルガスは殺される。
スチームパワード
マシャドのボディーガードで、性別は女。力が強くコブラを捕まえることができる。また、手のひらでエネルギーを吸収して打ち返すことができる。
コブラが「マーラ」の巻物を盗んだことで追いかけたが、ザナドゥの斧で左腕が切断されて滝に落ちて撤退した。
メガ・カーンが「魔法の源泉」を止めるためコブラと戦っていたが、横槍に入ったザナドゥとの戦いで敗北する。

### 「OVER THE RAINBOW」編
バルゲラ
ギルドの幹部。渓谷へと姿を変えたマンハッタンにてボスとして君臨していた。カメレオン型の宇宙人であり、不可視化する体と長い舌が武器。しかしコブラに葉巻を咥えさせられ、その煙によって居場所がばれて倒された。コブラ曰く「身体はでかいが脳ミソは便所のスリッパ並」。
沼の主
マンハッタンを渓谷に変えた張本人。一見すると人間の女性だが、その正体は下半身が無数の触手で構成された軟体動物。血も他の軟体動物や甲殻類のように銅を含んでおり、青い。何人もの人間を溶かして内臓を吸い取っていた。血が青いことからコブラに正体を気付かれ、マンハッタンを元に戻すからと命乞いをしたものの、それでは殺された人々が浮かばれないとして容赦なく倒された。

### ゲームオリジナル
ビガロ
声：曽我部和恭
原作の三姉妹編を基にしたシナリオで展開するPCエンジン用ゲーム『コブラII 伝説の男』に登場。ギルド最高評議会幹部の一人。最終兵器を手に入れ、コブラの抹殺を図る。
クイーン
声：野口絵美
『コブラII 伝説の男』に登場。ギルド最高評議会幹部の一人。ビガロと共に行動しているが、最終兵器を手に入れたビガロの裏切りにあう。